# Reitoca
Reitoca – gmina (municipio) w południowym Hondurasie, w departamencie Francisco Morazán. W 2010 roku zamieszkana była przez około 10,9 tys. mieszkańców. Siedzibą administracyjną jest miejscowość Reitoca.

## Położenie
Gmina położona jest w południowej części departamentu. Graniczy z gminami:
- Lepaterique i Ojojona od północy,
- Alubarén i San José od południa,
- Ojojona, La Venta i Sabanagrande od wschodu,
- Alubarén i Curarén od zachodu.

## Miejscowości
Według Narodowego Instytutu Statystycznego Hondurasu na terenie gminy położone były następujące miejscowości:
- Reitoca
- Azacualpa
- Cerro del Señor
- El Rodeo
- La Guadalupe
- Sabanetas
- San Carlos
- San José del Naranjo
- Santa Cruz
- Saracarán